# Рассветский сельский округ
Рассветский сельский округ (каз. Рассвет ауылдық округі) — административная единица в составе Кызылжарского района Северо-Казахстанской области Казахстана. Административный центр — село Рассвет. Аким сельского округа — Шайменов Абай Кабиевич.
Население — 1924 человека (2009, 2313 в 1999, 2531 в 1989).

## Предпринимательство
По состоянию на конец 2019 года на территории округа зарегистрировано 48 субъектов малого и среднего бизнеса.
В округе функционируют 11 торговых точек, имеется предприятие, занимающееся грузовыми перевозками, работают 3 пилорамы, кафе, парикмахерская, швейный и мебельный цеха.

## Социальные объекты
В округе функционируют 3 школы, 2 центра культурного досуга населения, сельский клуб, 4 медицинских пункта. Имеется машина скорой помощи.
Имеется футбольное мини-поле, баскетбольная площадка, хоккейные коробки, бассейн.

## Состав
В состав округа входят такие населенные пункты:
| Населенный пункт    | Население, человек (1989) | Население, человек (1999) | Население, человек (2009) |
| ------------------- | ------------------------- | ------------------------- | ------------------------- |
| Водопроводное, село | 521                       | 519                       | 437                       |
| Красная Горка, село | 526                       | 487                       | 416                       |
| Рассвет, село       | 1075                      | 925                       | 778                       |
| Семипалатное, село  | 409                       | 382                       | 293                       |